# North Loup (Nebraska)
North Loup es una villa ubicada en el condado de Valley en el estado estadounidense de Nebraska. En el Censo de 2010 tenía una población de 297 habitantes y una densidad poblacional de 279,69 personas por km².

## Geografía
North Loup se encuentra ubicada en las coordenadas 41°29′44″N 98°46′22″O / 41.49556, -98.77278. Según la Oficina del Censo de los Estados Unidos, North Loup tiene una superficie total de 1.06 km², de la cual 1.06 km² corresponden a tierra firme y (0%) 0 km² es agua.

## Demografía
Según el censo de 2010, había 297 personas residiendo en North Loup. La densidad de población era de 279,69 hab./km². De los 297 habitantes, North Loup estaba compuesto por el 97.64% blancos, el 0% eran afroamericanos, el 0% eran amerindios, el 0.34% eran asiáticos, el 0% eran isleños del Pacífico, el 0.67% eran de otras razas y el 1.35% pertenecían a dos o más razas. Del total de la población el 1.01% eran hispanos o latinos de cualquier raza.